# ワシントン郡 (インディアナ州)
ワシントン郡（ワシントンぐん、英: Washington County）は、アメリカ合衆国インディアナ州の南部に位置する郡である。2010年国勢調査での人口は28,262人であり、2000年の27,223人から3.8%増加した。郡庁所在地はセイラム市（人口6,319人）であり、同郡で人口最大の都市でもある。
ワシントン郡ケンタッキー州に跨るルイビル/ジェファーソン郡大都市圏に属している。

## 歴史
1802年には既にフレデリック・ロイスという男が、現在のセイラムの東2マイル (3 km) にあるリックと呼ばれる場所で、オックス族インディアンの中に住んでいた。おそらく現在のワシントン郡に住んだ最初の白人である。ロイスは狩猟者かつ交易業者であり、塩を製造していた。1803年、トマス・ホッパーがハーディンズバーグ近くに入植した最初の者になった。
ワシントン郡は1814年に設立された。郡名は初代アメリカ合衆国大統領ジョージ・ワシントンに因んで名付けられた。

## 地理
アメリカ合衆国国勢調査局に拠れば、郡域全面積は516.60平方マイル (1,338.0 km2)であり、このうち陸地513.72平方マイル (1,330.5 km2)、水域は2.87平方マイル (7.4 km2)で水域率は0.56%である。

### 主要高規格道路
| - アメリカ国道150号線 - インディアナ州道39号線 - インディアナ州道56号線 - インディアナ州道60号線 - インディアナ州道66号線 | - インディアナ州道135号線 - インディアナ州道160号線 - インディアナ州道256号線 - インディアナ州道335号線 - インディアナ州道337号線 |

### 隣接する郡
- ジャクソン郡 - 北
- スコット郡- 北東
- クラーク郡 - 南東
- フロイド郡 - 南南東
- ハリソン郡 - 南
- クロウフォード郡 - 南西
- オレンジ郡 - 西
- ローレンス郡 - 北西

## 気候と気象
近年、郡庁所在地であるセイラム市の平均気温は1月の21°F (-6 ℃) から7月の87°F (31 ℃) まで変化している。過去最低気温は1951年2月に記録された-32°F (-36 ℃) であり、過去最高気温は1954年7月に記録された105°F (41 ℃) である。月間降水量は10月の2.87インチ (73 mm) から5月の4.86インチ (123 mm) まで変化している。
2012年3月初旬に発生した竜巻により郡内で5人が死亡した。ワシントン郡政府に拠れば、4人はオールドペキン道路沿いの1つの家屋の中で死んでいるのが見つかった。5人目は同じ家族の生後15ヶ月の幼児だったが、野原で見つかり、後に病院で死んだ。

## 郡政府
郡政府は憲法による政体であり、インディアナ州憲法とインディアナ州法典によって特別の権力を認められている。

### 郡政委員会
郡政委員会は郡政府の立法府であり、郡の歳出や歳入を管理している。委員は郡内の選挙区から選出され、任期は4年間である。給与、年間予算、特別支出を設定する責任がある。郡レベルで所得税や資産税、消費税、サービス税を課する限定付き権限があるが、所得税と資産税は州の承認を要する。

### 行政委員会
行政委員会は郡政府の行政府である。委員は郡全体を選挙区に選出され、任期は4年間で2年毎に半数が改選される。委員の一人、通常は最も経験のある者が議長になる。行政委員会は郡政委員会が決めた法を実行し、税金を集め、郡政府の日々の機能を管理する責任がある。

### 郡裁判所
ワシントン郡には2人の判事がいる。巡回裁判所の判事と上級裁判所の判事各1人である。取り扱う訴訟は地元ルールで振り分けられる。各判事の任期は6年間である。

### 郡政府役人
上記以外に、保安官、検視官、監査官、財務官、登記官、測量師および巡回裁判所事務官が選挙で選ばれている。任期は4年間であり、郡政府の異なる部門を監督している。郡政府に選ばれる役人は支持政党を公にすることが求めら、また郡の住人でなければならない。
ワシントン郡はアメリカ合衆国下院議員インディアナ州第9選挙区に属し、2012年時点では共和党議員を選出している。

## 人口動態
以下は2000年の国勢調査による人口統計データである。
| 基礎データ - 人口: 27,223人 - 世帯数: 10,264 世帯 - 家族数: 7,585 家族 - 人口密度: 20人/km2（53人/mi2） - 住居数: 11,191軒 - 住居密度: 8軒/km2（22軒/mi2） 人種別人口構成 - 白人: 98.75% - アフリカン・アメリカン: 0.13% - ネイティブ・アメリカン: 0.13% - アジア人: 0.16% - 太平洋諸島系: 0.01% - その他の人種: 0.24% - 混血: 0.58% - ヒスパニック・ラテン系: 0.73% 先祖による構成 - アメリカ人：28.9% - ドイツ系：23.7% - イギリス系：12.8% - アイルランド系：10.8% | 年齢別人口構成 - 18歳未満: 26.5% - 18-24歳: 8.7% - 25-44歳: 29.7% - 45-64歳: 23.0% - 65歳以上: 12.0% - 年齢の中央値: 36歳 - 性比（女性100人あたり男性の人口） - 総人口: 100.1 - 18歳以上: 97.2 世帯と家族（対世帯数） - 18歳未満の子供がいる: 35.0% - 結婚・同居している夫婦: 60.2% - 未婚・離婚・死別女性が世帯主: 9.2% - 非家族世帯: 26.1% - 単身世帯: 22.2% - 65歳以上の老人1人暮らし: 9.0% - 平均構成人数 - 世帯: 2.62人 - 家族: 3.05人 収入と家計 - 収入の中央値 - 世帯: 36,630米ドル - 家族: 42,618米ドル - 性別 - 男性: 29,929米ドル - 女性: 21,944米ドル - 人口1人あたり収入: 16,748米ドル - 貧困線以下 - 対人口: 10.6% - 対家族数: 7.3% - 18歳未満: 13.3% - 65歳以上: 9.4% |

## 郡区
ワシントン郡は下記13の郡区に分割されている。
| - ブラウン - フランクリン - ギブソン - ハワード - ジャクソン | - ジェファーソン - マディソン - モンロー - ピアース - ポーク | - ポージー - バーノン - ワシントン |

## 都市と町
| - キャンベルズバーグ - フレデリックスバーグ - ハーディンズバーグ - リトルヨーク - リボニア | - ニューペキン - ペキン - セイラム - 郡庁所在地 - ソルティロ |

### 未編入の町
| - バートル - ベックスミル - ブルーリバー - バンカーヒル - カントン - クレイズビル - デイジーヒル - ファラビー - ジョージタウン - ハリーズバーグ | - ハリスタウン - ヒッチコック - コシュート - マーティンズバーグ - マッキンリー - マウントカーメル - ニューリバティ - ニューフィラデルフィア - モリス（ハリスタウン） - オールドペキン | - オーガンスプリング - プラッツバーグ - プラウズビル - パンプキンセンター - ローズバッド - ラッシュクリークバレー - スメドリー - サウスボストン |

## 教育
郡内には3つの教育学区がある。
- セイラム・コミュニティ教育学区
- イーストワシントン学校法人
- ウェストワシントン学校法人